# Malouinière des Courtils-Launay
La malouinière des Courtils-Launay est une malouinière située sur la commune française de Saint-Coulomb, dans le département d'Ille-et-Vilaine en région Bretagne,. 

## Historique
La demeure actuelle est construite en 1724, pour le corsaire Jean de Launay (1676-1719, Chandernagor), qui fait campagne aux côtés de Pierre Perrée du Coudray de la Villestreux sur les mers d'Amérique du sud. Louis Bernard de Courville, marié à Françoise de Launay, en devient propriétaire.
Le domaine passe à la famille Robert de Lamennais à partir de 1759.
La malouinière est la propriété de la famille Herbert de La Portbarré depuis 1836.
Les façades et toitures du logis et du bâtiment des communs, ainsi que l'escalier du logis et le mur d'enceinte sont inscrites au titre des monuments historiques par arrêté du 3 août 1993.